# Parti inuit
 (juillet 2018).
Si vous disposez d'ouvrages ou d'articles de référence ou si vous connaissez des sites web de qualité traitant du thème abordé ici, merci de compléter l'article en donnant les références utiles à sa vérifiabilité et en les liant à la section « Notes et références ».
Pour les articles homonymes, voir Parti du peuple.
Le Parti inuit (en groenlandais : Partii Inuit) est un ancien parti politique groenlandais, classé à l'extrême gauche et séparatiste, formé en 2013 par des dissidents du Inuit Ataqatigiit (IA). Il obtient deux députés en 2013.